# Orvault
Orvault (bretó Orvez) és un municipi francès situat al departament del Loira Atlàntic i a la regió del País del Loira. L'any 2006 tenia 24.218 habitants. Limita amb els municipis de Treillières, Nantes, Saint-Herblain, Sautron i Vigneux-de-Bretagne.

## Demografia
| Evolució de la població Ehess i INSEE |       |       |       |       |      |       |       |       |
| 1793                                  | 1800  | 1806  | 1821  | 1831  | 1836 | 1841  | 1846  | 1851  |
| 1 816                                 | 1 659 | 1 920 | 1 952 | 1 845 | -    | 2 073 | 2 142 | 2 173 |

| 1856  | 1861  | 1866  | 1872  | 1876  | 1881  | 1886  | 1891  | 1896  |
| ----- | ----- | ----- | ----- | ----- | ----- | ----- | ----- | ----- |
| 2 130 | 2 163 | 2 196 | 2 125 | 2 118 | 1 984 | 2 010 | 1 960 | 1 870 |

| 1901  | 1906  | 1911  | 1921  | 1926  | 1931  | 1936  | 1946  | 1954  |
| ----- | ----- | ----- | ----- | ----- | ----- | ----- | ----- | ----- |
| 1 828 | 1 832 | 1 875 | 1 885 | 2 244 | 2 732 | 2 924 | 3 681 | 3 238 |

| 1962  | 1968   | 1975   | 1982   | 1990   | 1999   | 2006 | 2011 | 2016 |
| ----- | ------ | ------ | ------ | ------ | ------ | ---- | ---- | ---- |
| 6 592 | 13 510 | 20 239 | 23 245 | 23 115 | 23 554 | -    | -    | -    |

| 2019 | - | - | - | - | - | - | - | - |
| ---- | - | - | - | - | - | - | - | - |
| -    | - | - | - | - | - | - | - | - |

## Administració
| Període   | Identitat         | Partit        |
| --------- | ----------------- | ------------- |
| 1974-1977 | Michel Baudry     | Divers droite |
| 1977-1983 | Maurice Poujade   | PS            |
| 1983-2001 | André Louisy      | UDF           |
| 2001-     | Joseph Parpaillon | Divers droite |

## Galeria d'imatges

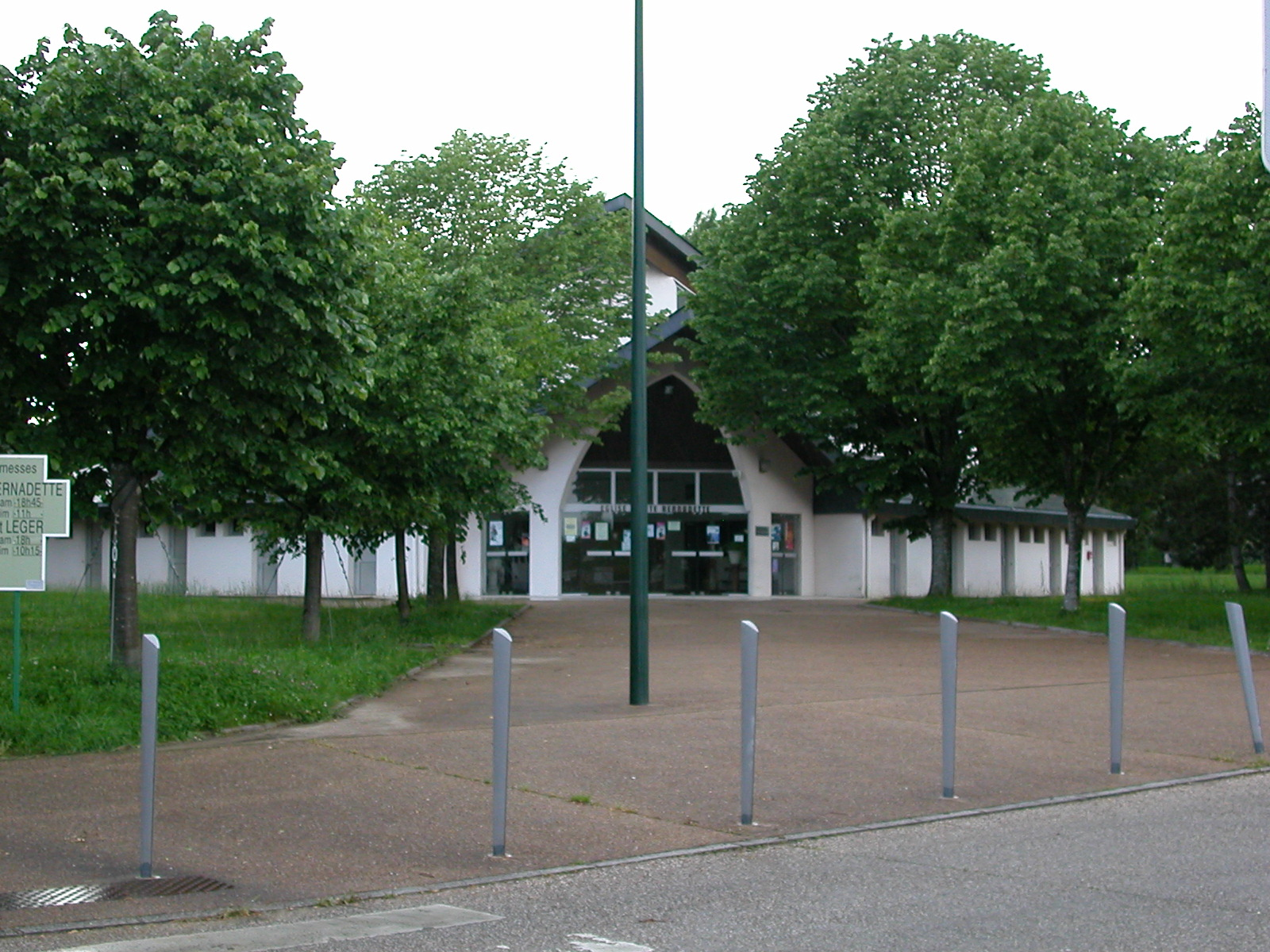
Església Sainte-Bernadette (quartier du Petit-Chantilly)
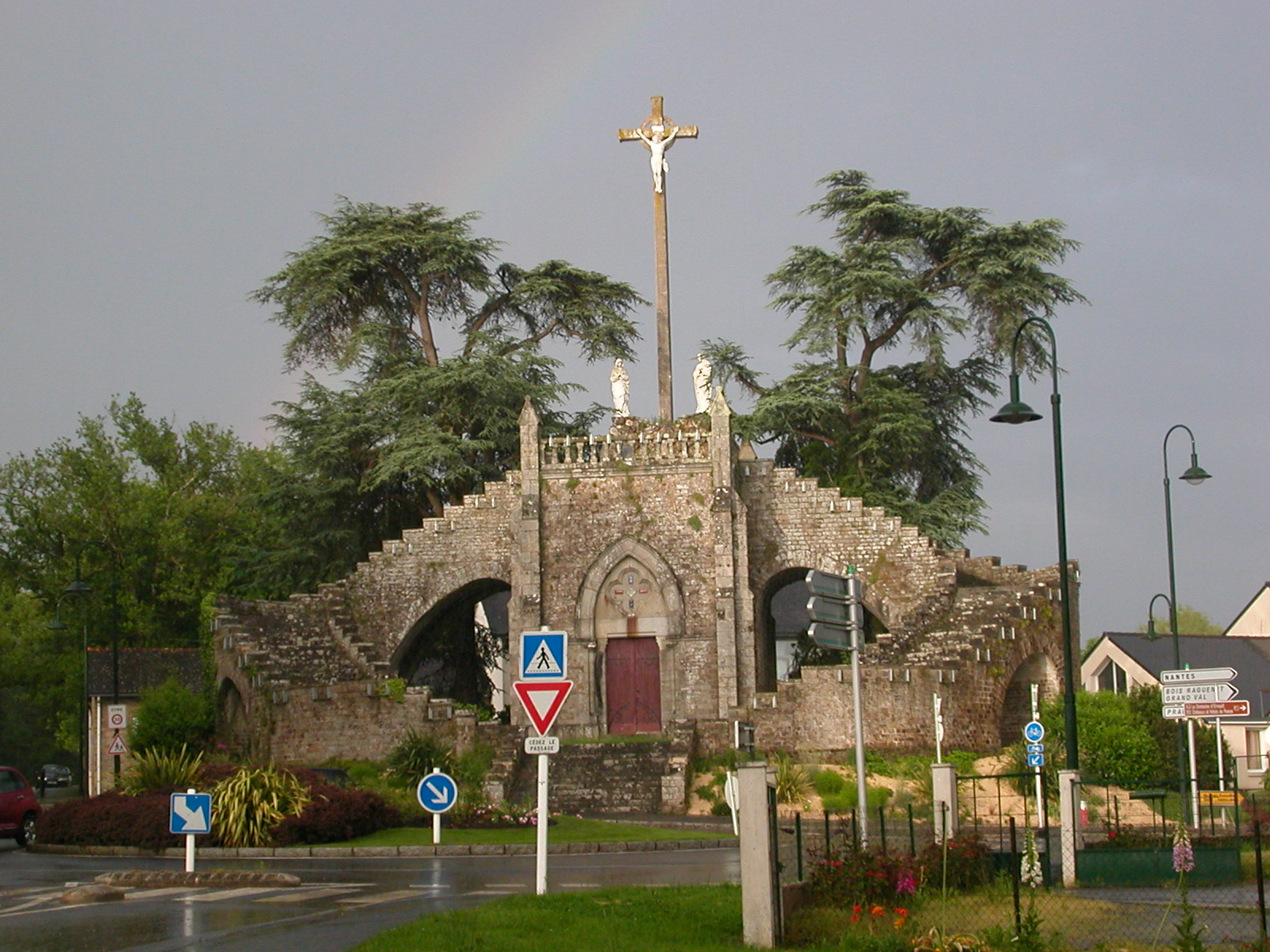
Monument al calvari de la vila
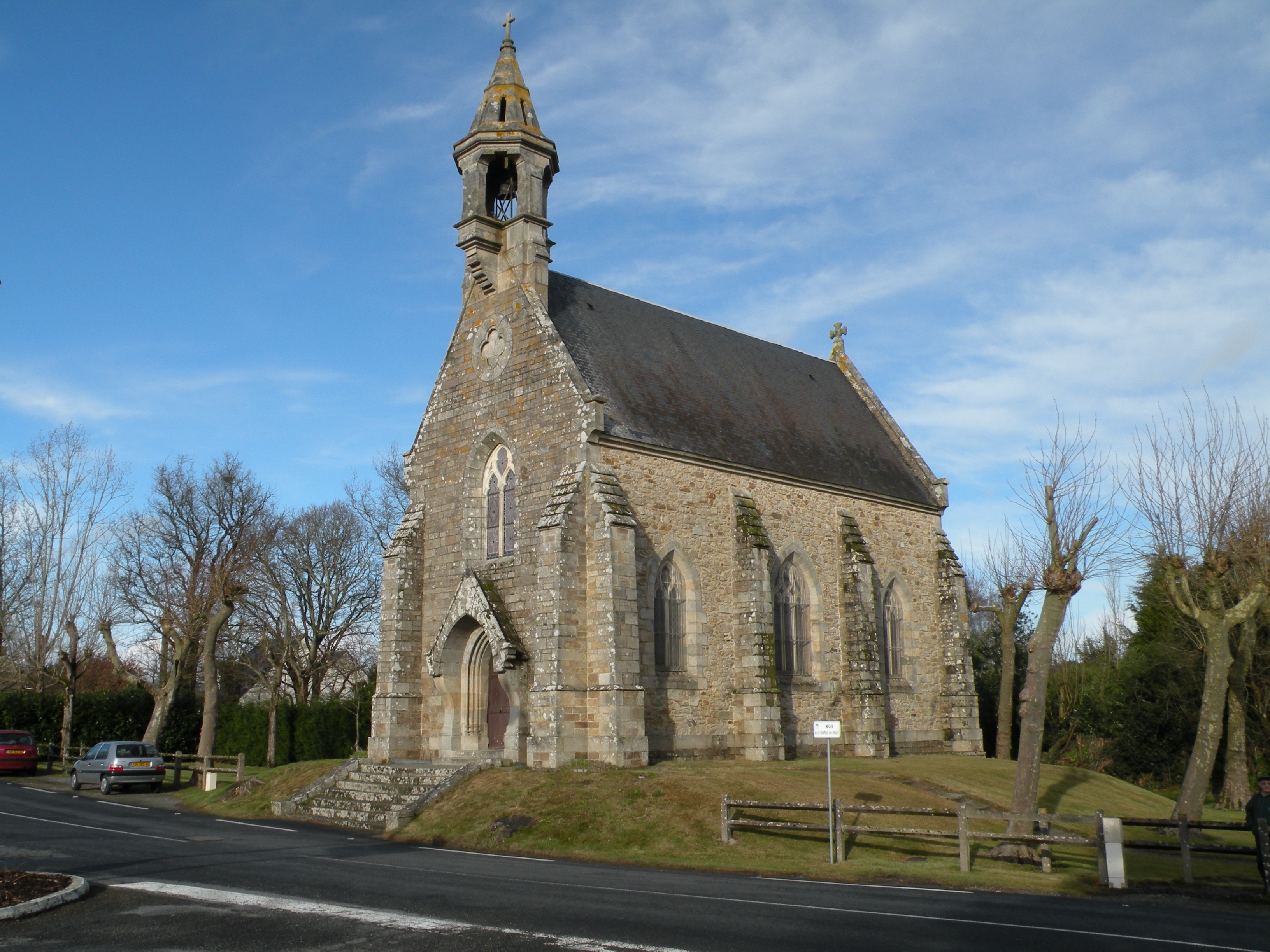
La capella dels Anges al nord de la vila
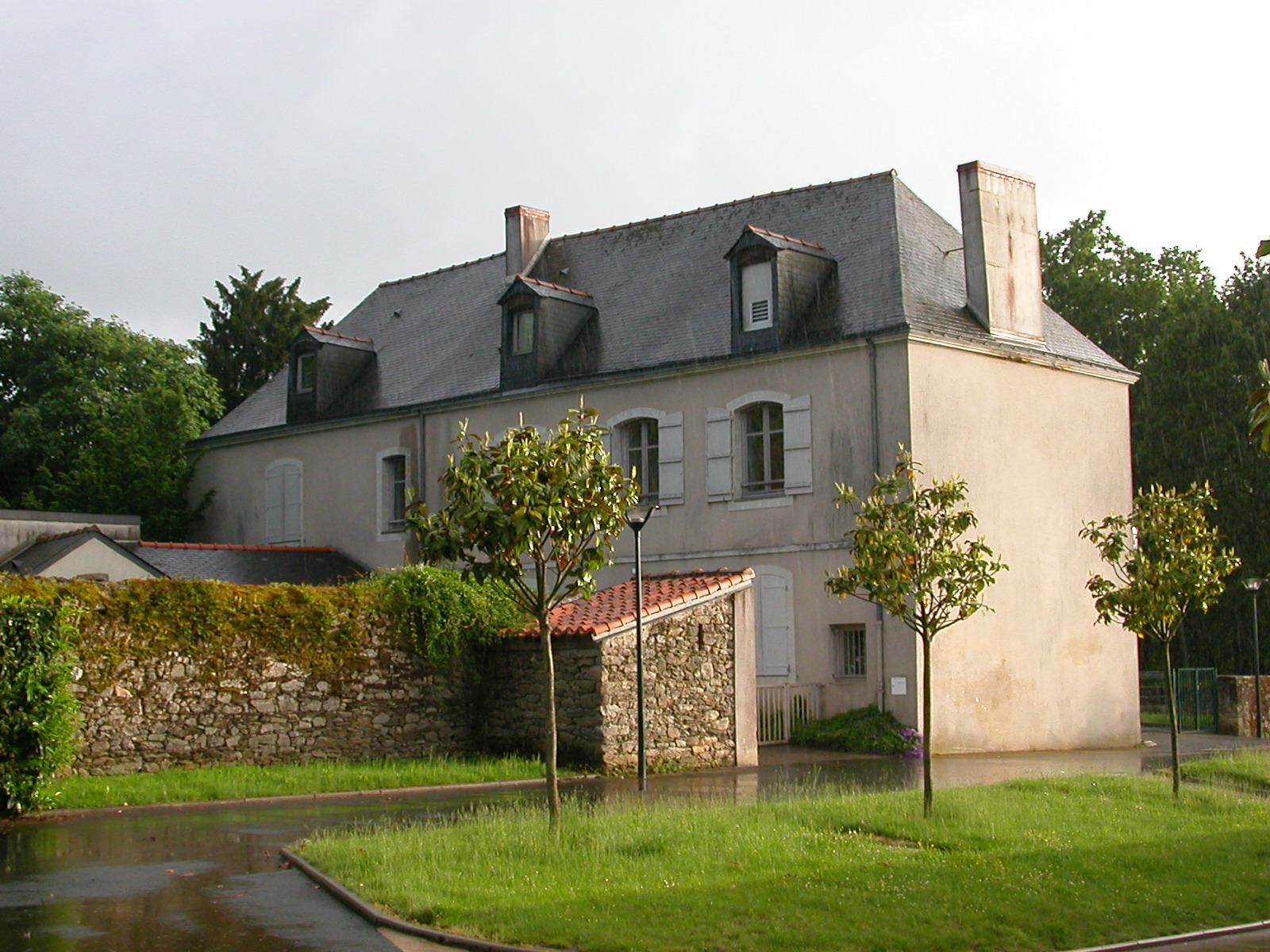
La granja Poisson al cor del quartier du Bois Raguenet